# Аббатуччи, Жак-Пьер (генерал)
Жак-Пьер Аббатуччи (фр. Jacques Pierre Abbatucci (Geacoms Petro Abbatucci); 7 сентября 1723 — 11 марта 1813) — корсиканец, французский дивизионный генерал.

## Биография
Будучи горячим патриотом, ещё в юности примкнул к Паскалю Паоли, стремившемуся к независимости Корсики. Под знамёнами Паоли Аббатуччи сражался сначала с генуэзцами, а после передачи в 1768 году острова Франции — с французами. Его энергия и храбрость много способствовали успеху этой борьбы, но когда маршал граф де Во сосредоточил на острове 30-тысячную армию, корсиканцам пришлось смириться.
Аббатуччи поступил тогда на французскую службу. Когда Паоли предложил англичанам произвести высадку и занять Корсику, Аббатуччи остался верен Франции и защищал остров против англичан, отличился при Обороне Кальви (1794). Переселившись в континентальную Францию, Аббатуччи дослужился до дивизионного генерала. В 1796 году по возрасту вышел в отставку, вернулся на Корсику, где и умер в 1813 году. С Наполеоном был в прохладных отношениях.
Его внуком был Аббатуччи, Жак-Пьер (1791—1857), государственный деятель, политик, министр юстиции Франции во время Второй империи.